# طب تجميلي
الطب التجميلي هو مصطلح شامل للاختصاصات التي تركز على تحسين المظهر الجمالي من خلال علاج الحالات بما في ذلك: الندوب وترهل الجلد والتجاعيد والبقع الكبدية، والدهون الزائدة والسيلوليت، والشعر الغير مرغوب فيه وتصبغ الجلد والدوالي.
الطب التجميلي في الفكر التقليدي يشمل على الأمراض الجلدية والجراحة الترميمية وجراحات التجميل، ولكنه في الحقيقة لا يقتصر على هذه المجالات فقط. والطب التجميلي يشمل على كلاً من العمليات الجراحية مثل: شفط الدهون، شد الوجه، زراعة الثدي، والإستئصال بالموجات المتذبذبة. والعمليات الغير جراحية مثل: شد الجلد بالموجات المتذبذبة، شفط الدهون، والتقشير الكيميائي، والمختصين قد يستخدمون مزيج من الأثنين معاً. على الرغم من ان عمليات الطب التجميلي اختيارية، فهي تستطيع ان تحسن من طبيعة الحياة من دون أن تشكل خطراً عليها، كما تعزز السعادة النفسية والدور الاجتماعي.